# 4588 Вісліценус
4588 Вісліценус (4588 Wislicenus) — астероїд головного поясу, відкритий 13 березня 1931 року.
Тіссеранів параметр щодо Юпітера — 3,243.
Названо на честь Йоганнеса Вісліценуса (нім. Johannes Wislicenus, 1835 — 1902) — німецького хіміка-органіка, працював переважно в області теорії хімічної будови і стереохімії.